# Ormyrus zoae
Ormyrus zoae is een vliesvleugelig insect uit de familie Ormyridae. De wetenschappelijke naam is voor het eerst geldig gepubliceerd in 2005 door Zerova.